# Cortiço

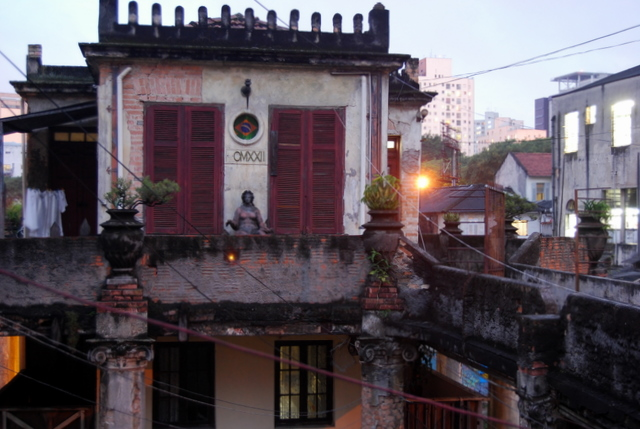
Vila Itororó, casona ubicada en el centro de la ciudad de São Paulo, que albergó a 86 familias, hasta 2011

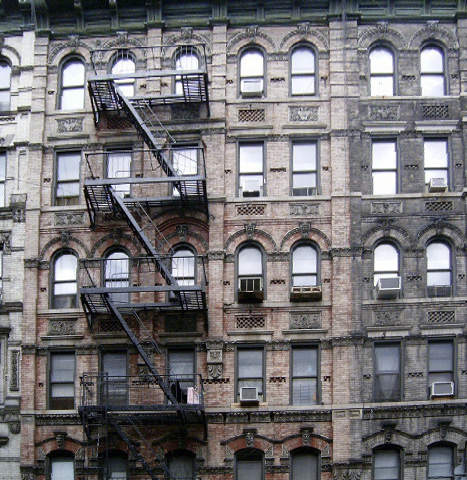
Una vivienda típica de América del Norte

Cortiço es el nombre que se le da, en Brasil y Portugal, a las viviendas-colmenas, edificios con habitaciones puestas en alquiler, cada una de las cuales sirve como vivienda para una familia. Los baños son comunes. Habitualmente ocupadas por familias de bajos ingresos, las viviendas se denominan técnicamente "viviendas colectivas precarias en alquiler" (HCPA). Toman su nombre de la novela naturalista O Cortiço (1890), de Aluísio Azevedo.
Los tipos de viviendas más comunes son: 
- Vivienda de patio trasero: ocupa el centro de la manzana con acceso a través de un pequeño pasillo. Frente a la calle, al lado del portón de entrada, casi siempre hay un edificio de uso comercial.
- Vivienda: Construcción independiente que da a la calle.
- Casa de huéspedes: casa de dos plantas con varias subdivisiones internas.
- Inquilinato improvisado: ocupación precaria de la parte trasera de almacenes, bares, bodegas, establos o caballerizas.
- Hotel de alquiler: durante el día se utiliza como restaurante y por la noche como dormitorio.

La configuración más común de un inquilinato es la de una vivienda colectiva formada por una serie de habitaciones distribuidas a lo largo de un pasillo o alrededor de un patio.